# Dawson Knox
Dawson Alan Knox (* 14. November 1996 in Brentwood, Tennessee) ist ein US-amerikanischer American-Football-Spieler. Er spielt auf der Position des Tight End für die Buffalo Bills in der National Football League (NFL). Er spielte College Football für University of Mississippi (Ole Miss) und wurde von den Bills im NFL Draft 2019 in der dritten Runde ausgewählt.

## NFL

### Draft
Dawson Knox wurde beim NFL Draft 2019 in der dritten Runde an der 96. Stelle von den Buffalo Bills ausgewählt. Knox unterzeichnete seinen Vertrag als Rookie am 14. Juni 2019.

### Buffalo Bills
Im Spiel gegen die Cincinnati Bengals am 22. September 2019 erzielte Knox seinen ersten Touchdown nach einem Pass von Quarterback Josh Allen. Am 7. September 2022 verlängerte Knox seinen Vertrag mit den Buffalo Bills um weitere vier Jahre. Mit insgesamt 9 Touchdowns stellte er einen neuen Franchise-Rekord für die meisten Touchdown-Receptions eines Tight Ends bei den Buffalo Bills in einer Saison auf.